# Marie af Mecklenburg-Schwerin (1803-1862)
 For alternative betydninger, se Marie af Mecklenburg-Schwerin. (Se også artikler, som begynder med Marie af Mecklenburg-Schwerin)
Hertuginde Marie til Mecklenburg (tysk: Marie Herzogin zu Mecklenburg) (31. marts 1803–26. oktober 1862) var en tysk prinsesse af Mecklenburg-Schwerin, der var hertuginde af Sachsen-Altenburg fra 1848 til 1853 som ægtefælle til Hertug Georg af Sachsen-Altenburg.

## Biografi
Marie blev født den 31. marts 1803 i Ludwigslust i Mecklenburg som andet barn og ældste datter af Arvestorhertug Frederik Ludvig af Mecklenburg-Schwerin i hans første ægteskab med Storfyrstinde Helena Pavlovna af Rusland.
Marie blev gift den 7. oktober 1825 i Ludwigslust med den daværende Prins Georg af Sahcsen-Hildburghausen. Et år senere blev Georgs far hertug af Sachsen-Altenburg og hoffet flyttede til den nye residens i Altenburg.
I 1848 blev Maries mand hertug, da hans storebror Joseph måtte abdicere i forbindelse med Martsrevolutionen i Tyskland.
Hertug Georg døde i 1853, hvorefter Marie levede som enke i Altenburg. Hun døde den 26. oktober 1862 i Meiningen.

## Ægteskab og børn
Marie blev gift den 7. oktober 1825 i Ludwigslust med den senere Hertug Georg af Sachsen-Altenburg. De fik tre børn:
- Ernst (1826-1908), hertug af Sachsen-Altenburg 1853-1908

∞ 1853 med Agnes af Anhalt-Dessau (1824-1897)
- Albrecht (1827-1835)

1. Moritz (1829-1907)

- ∞1862 med Auguste af Sachsen-Meiningen (1843-1919)